# Belalakaïa
La Belalakaïa (Белалакая, ce qui signifie « montagne rayée » à cause de présence de quartz sur ses pentes) est un sommet du Caucase de l'Ouest appartenant au Grand Caucase. Elle culmine à 3 861 mètres d'altitude. À l'est de la Belalakaïa se trouve la Petite Belalakaïa (3 740 mètres). Elle est située dans le territoire de la Karatchaïévo-Tcherkessie, au-dessus de la station de sports d'hiver de Dombaï à 3 km à l'est, et fait partie de la réserve naturelle de Teberda. Elle est parfois surnommée le Matterhorn (Cervin en français) du Caucase à cause de sa forme.
Le Dombaï (4 046 mètres) se trouve en face de cette montagne.